# Sant’Antonio, Ticino
Sant’Antonio är en ort i kommunen Bellinzona i kantonen Ticino, Schweiz. 
Sant’Antonio var tidigare en egen kommun, men den 2 april 2017 inkorporerades Sant’Antonio och elva andra kommuner i Bellinzona.